# 趙應選
趙應選（1554年—1610年），字貞卿，號泰初，江西瑞州府新昌縣人，明朝政治人物。

## 生平
萬曆十三年（1585年）乙酉科江西鄉試舉人，二十年（1592年）中式壬辰科三甲第二百十二名進士。初授河南宁陵县知县，二十七年行取工部营缮司主事，管理乾清、坤宁二殿兼修皇城等工，升本司员外郎，奉命提督临清砖厂，升都水司郎中，奉命提督淮黄中河。萬曆三十七年（1609年）升山东按察司副使，督淮上，次年以疾卒于官，享年五十七。

## 家族
曾祖趙公旦；祖父趙紀彥；父趙□，號莲塘。母劉氏。